# Darkness Visible - The Warning
Darkness Visible - The Warning è il secondo EP della band Symphonic metal HolyHell.

## Tracce
1. Lucifer's Warning – 6:18
2. Accept the Darkness – 5:52
3. Haunted – 6:27
4. Armageddon (live) – 6:54

## Formazione
- Maria Breon - voce
- Joe Stump - chitarra
- Francisco Palomo - tastiere
- Jay Rigney - basso
- John Macaluso - batteria